# Daşkənd (Yardımli)
Daşkənd è un comune dell'Azerbaigian situato nel distretto di Yardımlı. Conta una popolazione di 1 086 abitanti.